# Galicia Hoxe
Galicia Hoxe (Galicia Hoy en castellano) es un diario español publicado en Santiago de Compostela, editado por la Editorial Compostela, la misma que edita El Correo Gallego. Su primer número salió a la calle el 6 de enero de 1994 bajo el nombre de O Correo Galego, y en mayo de 2003 cambiaría su nombre a Galicia Hoxe. Su edición impresa cerró el 28 de junio de 2011. Según el propio medio, la razón del cierre se debió al recorte de ayudas económicas que habitualmente recibía de la Junta de Galicia. Su editor fue Feliciano Barrera y su director Caetano Díaz.